# ガンダム・カバード ネメシスの天秤
『ガンダム・カバード ネメシスの天秤』（ガンダム・カバード ネメシスのてんびん）は、ガンダムシリーズの外伝テーブルトークRPGリプレイ小説の一つである。

## 概要
ホビージャパン発行の『RPGマガジン』1998年1月号（連載開始は2月号より）から1998年9月号まで掲載の『機動戦士ガンダムRPG』を使ったリプレイ小説。文は高平鳴海、イラストは田島直。全8話。1997年2-4月号まで掲載された『ザーン宙域独立偵察部隊 巡察部隊激戦譜』リプレイに続く第2弾。完結後に『RPGマガジングレイト』Vol.3にボード戦闘パートや一部コメディシーンを省いて再編集された総集編が掲載された。

## ストーリー
U.C.0079.11.10。マドラスを旗艦とするテスト部隊は地球降下中、ジオン軍の攻撃を受け壊滅する。偶然MS降下カプセルを発見した民間人のダイチ･オキタは、中にあった実験機ガンダム・カバードに乗り込んでしまう。そしてダイチとテスト部隊の生き残りたちは謎の組織ネメシスと接触、連邦とジオンの両軍より追われる立場になった。

## 登場人物

### プレイヤーキャラクター
アリス・ファーランド
ニュータイプと認められた少女でカバードのコ・パイロットを務める。
ダイチ・オキタ
カバードのメインパイロット。軍人ではなかったが偶然カバードに乗ってしまったために同行することになった。コンプレックスの強い性格だが戦いの中で成長していく。
マックス・バルボア
連邦軍大尉。チーム皆からオヤジと慕われるチーフメカニック。実はネメシスの幹部の一人。レッドウルフ隊の捕虜になり脱出途中に死亡。
カサンドラ・リデルアーツ
連邦軍中尉。酒とギャンブルが好きなおねーさま。カバード実戦部隊副隊長であったが、隊長の戦死で副隊長となる。
ハルバート・バルボア
マックスの甥。後先を考えずに行動する性格。バスターホークに乗る。

### ネメシス
連邦とジオン双方に協力者がいる第三勢力。
ケンドルトン少佐
連邦軍マドラス旗艦司令。レッドウルフ隊からカサンドラ達を逃がすために戦死。
ワイルド少尉
マドラス艦生き残りのテストパイロット。
エイミー・ハヤカワ軍曹
マドラス艦生き残りのブリッジオペレーター。
アンドリュー・レイノルズ軍曹
マドラス艦生き残りのメカニック。ダイチ達を裏切って投降しようとするものの連邦の部隊の攻撃で死亡。
ミハイル・タスクマン曹長
マドラス艦生き残りのクルー。白兵戦中にカサンドラを庇って死亡。
ライオネル・オコンネル
地上に降りたカサンドラ達と合流した連邦軍情報部員。その後も連絡員として度々合流する。
Q
謎の連邦高官。ネメシスの黒幕。
クリストファー・カーライル中佐。
アリスを導いていた音楽教師であり、謎の組織ネメシスの司令官。ナッシュビルと運命を共にする。
サイモン・ロブスキー
謎の組織ネメシスに協力するアインホルン艦長。
ケマル・マフディ
民族ゲリラのリーダー。ザクIIで出撃しダイチ達を庇って戦死。
ヤン・キイ
ナッシュビルのメカニック。
ブレックス
ネメシスの幹部の一人。

### 連邦軍
グラスゴー大佐
連邦軍地中海海軍区司令。カサンドラ達を叛乱分子とみなし執拗に付け狙う。シャンピニオンとCカバードの爆発に巻き込まれ戦死。
ガイ・オキタ大佐
連邦のエースパイロット。コアファイターで息子のダイチとのドッグファイトの末戦死する。

### ジオン軍
プロイセン中佐
ジオン軍精鋭部隊レッドウルフ隊の隊長。
ジギタリス中尉
ジオン軍精鋭部隊レッドウルフ隊のパイロット。カサンドラに密かに好意を寄せている。
テオ・キャスタリカ
ニュータイプの双子の少年。ジオング2号機に搭乗し、Rカバードとの戦闘中にバスターホークIIに撃破され戦死。
ミオ・キャスタリカ
ニュータイプの双子の少女。ガロ・ブランに搭乗し、Cカバードとの戦闘で戦死。

### その他
リセ・ラクロア
ダイチの幼馴染。戦争で両親を亡くしている。

## 登場兵器

### カバードシリーズ
FFX-9 ガンダム・カバード
連邦軍のテストMS。実際にはアナハイムの試作MSであった。ヘッド、コアファイター、ブーツの3構成となっており、防御力と生還性に比重が置かれ作戦に応じて換装する。なお極秘開発のため書類上は戦闘機扱いとされ、MS部分はあくまでコアファイター9のオプションパーツ扱いになっている。メインパイロットはダイチ・オキタとアリス・ファーランド。
FFX-9 コアファイター9
ガンダム・カバードのコクピットブロックとなる複座2人乗りの可変戦闘機。コアブロックに変形し運用に応じてMSパーツを換装する。装備は機首の25mm機関砲。形状はGP01のコアファイターIIに酷似している。
FFX-9/N Nカバード
ガンダム・カバードの地上用基本装備。又はオプションパックを外したノーマル状態の通称。宇宙用にも換装できる。
装備は100mmマシンガン、背部ランドセルに2本装備のビームサーベル、シールド表面に瞬間的に電磁バリアを張るIシールド。ただしIシールドは3回以上使用すると機体がオーバーヒートを起こす。
FFX-9/G Gカバード
ガンダム・カバードの白兵戦仕様。
装備は背部ランドセルに1本装備の大型ビームサーベル、シールド表面に瞬間的に電磁バリアを張るNカバードより長時間のIフィールド発生が可能な大型Iシールド、本体から射出され離れた敵を倒すビーム短剣である射出ビームランサー、胸部増加装甲に内蔵された90mmバルカンアーマー。
FFX-9/M Mカバード
ガンダム・カバードの水中戦仕様。MAを思わせる巨大な流線型の装甲ボディになっており、長時間の作戦行動に耐え火力も絶大だが脚部がないので地上での行動はできない。
装備はブーツに内蔵している水中活動用の大型水流ジェット、ビームサーベルの代わりに装備す2基装備の肩部クロー、手持ち武器のロケットランチャーガン、4門装備の対艦兵装で火力が非常に高い魚雷、2基装備の近づく相手は自動的にダメージを受ける水中へ無数に散布されるの爆雷ポッド、爆雷ポッドの代わりに取り付けられる2基装備の水上の敵機や水中のMSへの攻撃に使う多用途の対空マイクロミサイルポッド、ゲル状物質を展開して戦闘の衝撃を和らげるリキッドシールド。
FFX-9/F Fカバード
ガンダム・カバードの野戦仕様。平地や砂漠での運用を想定された機体で、シールドを持たない代わりに機体各部に追加装甲を装備しホバーによる高速性&機動性を確保している。
装備はカバード共用の100mmマシンガン、180mmバルカン、電撃ムチで敵機の電子機器をショートさせる白兵戦用武器のヒートロットパック、胸部追加装甲に内蔵された90mmバルカンアーマーと4連ミサイルアーマー。また、ホバーシステム&ジャンプブースター&ジャンプ用フィンを内蔵するF型ランドセルより、ジャンプブースターは短時間なら飛行も可能。
FFX-9/A Aカバード
ガンダム・カバードの砲撃戦仕様(Articie)。ミノフスキー粒子下での運用を想定した精密光学照準機を装備しており正確な射撃を得意とするが、白兵戦はやや不向き。主に地上戦で威力を発揮するが、宇宙空間での使用も考慮されている。
装備は戦艦の主砲並みの火力を誇る対艦攻撃向けのメガビームキャノン、地上でもビーム砲と同レベルの威力と命中率を誇る弾体を高初速で射出する連装レールガン、ビームライフル、低出力の白兵戦用ビーム剣であるビームダガー。
FFX-9/N-B カバード・ボマー
宇宙戦用Nカバードに多連装ミサイルコンテナを装備したタイプ。短期間で換装・補給が可能。対空コンテナ、対艦コンテナ、対要塞コンテナのミサイルは3種類あり用途により交換する。その他の装備はカバード共用のビームライフル&ビームサーベル&Iシールド。
FFX-9/C Cカバード
ガンダム・カバードの宇宙戦用突撃仕様(Charge)。大型ブースターにより急接近し、大火力で攻撃･離脱を行う。C装備はコアファイター9が分離した状態「Cファイター」でも運用が可能だが使用武器が制限される。
装備はカバード共用のビームサーベル&大型Iシールド、近接戦闘時に効果を発揮するGショットガン、射程は短いが高出力かつ命中率の高い連装拡散ビームキャノン、マイクロミサイルポッド（弾数10）。
カバード・バスター
宇宙用Nカバードにバスターキャノンを装備したタイプ。本来はバスターホークと連係して攻撃を行う。
装備はカバード共用のIシールド&ビームサーベル。そして、支援機バスターホークに搭載されている大型戦艦並の火力を収束させたバスターキャノンが使用可能。バスターキャノンは超遠距離狙撃を可能にする精密照準器付で二つ折りの状態で輸送されるが、設計上の問題でバスターホークに搭載したままでは使えない。
FFX-9/R Rカバード
カバードシリーズ最終型であるNT専用重MS。
装備は、NT用サイコミュ兵器であるビット兵器、攻撃用有線式のOビット（オフェンスビット）を6基装備（パイロットのNT能力に左右されるが通常は2基使用）と、ピンポイントバリアを形成し通常シールドのようにMSの動きを阻害されることがないIフィールド発生NT用サイコミュ兵器であるDビット（ディフェンスビット）を6基装備、ビームマシンガン、2門の60mmマシンガン、強敵の奇襲に有効な爆雷を放出できる拡散爆雷ポッド、ビーム撹乱膜を形成する爆雷を放出できるアンチビーム爆雷ポッド、バスターホークIIとのドッキング用パーツだが武器としても強大なパワーを誇る2基の肩部クロー、通常のものより出力が高い大型ビームサーベル2本。
バスターホーク
カバード支援MA。メインパイロットはハルバート・バルボア。狙撃用バスターキャノン輸送用のメカだが戦闘力も高く輸送後はMSの支援を行う。
装備は連装110mm機関砲と、敵機を捕らえ電磁波でダメージを与える近接戦闘で使用するプラズマリーダーポッドを2基搭載。またカバード用のバスターキャノンを搭載できるが使用はできない。
バスターホークII
カバード輸送用支援MA。メンパイロットはハルバート・バルボア。バスターホークに比べ機動力は劣るが、武装と装甲は強化され格闘戦も可能。
装備は対艦用ビーム砲の連装ビームキャノン、近接戦用の連装110mm機関砲、超硬合金製の翼で敵を切り裂くラムウィング。

### ネメシス
連邦、ジオン双方の兵器を混成した部隊構成。
マドラス
サラミス級戦艦でケンドルトン艦隊旗艦。レッドウルフ隊によって轟沈。
ハイデラバード
サラミス級戦艦。レッドウルフ隊によって轟沈。
アインホルン
タスマニア級コルベット艦。ジオン軍の戦艦だが謎の組織に組している。
ナッシュビル
マゼラン級戦艦。ソロモン主力艦隊との戦闘で轟沈。

### 連邦軍
RMF-76 シャンピニオン
グラスゴーが搭乗する連邦軍試作の移動砲座、重戦闘艇モビルフォートレス。全長30m。巨大であるが設計思想が既に古く実戦不適応機として開発中止になっていた所をグラスコーが持ち出して使用した。
装備は全6門装備の2連メガ粒子砲と、4門装備のミサイルランチャーと、1回しか使えないが数百本のワイヤーで目標をがんじがらめにするスプレットワイヤー。
ジム

ジムコマンド

フライマンタ攻撃機

61式戦車

ミデア

マゼラン

サラミス

コロンブス

セイバーフィッシュ

コアブースター

コアファイター

### ジオン軍
MAN-07 ガローメ
ジオン軍NT専用MA。ガロ・ブランとガロ・ノワルの2機が合体しており、必要に応じ分離し2機連係によるオールレンジ攻撃を行うが、双子のNTにしか扱えない。
MAN-07-B ガロ・ブラン
ミオ・キャスタリカの搭乗する白い機体。
装備は3基同時にコントロール可能なNT用サイコミュ兵器ビットと、白兵戦用の補助装備であるクロー。
MAN-07-N ガロ・ノワル
テオ・キャスタリカの搭乗する黒い機体。
装備は1基のみコントロールするNT用サイコミュ兵器ビットと、対MS用の8連ミサイルポッドと、ブランよりも強化されている白兵戦用の補助装備クロー。
MSN-02-2 ジオング2号機
テオ・キャスタリカが乗るジオングの予備パーツを元にテオ用にチューンした機体。
シルエットこそはオリジナルに似ているが装備は異なり、装備はNT用有線サイコミュ兵器有線ビットが3基装備、頭部メガ粒子砲、腹部メガ粒子砲2門、肩部にミサイルポッド（弾数8）、下腕アーマーに内蔵され近距離の敵に射出して使うビームランサー。コクピットはオリジナル同様頭部にあり脱出カプセル・ジオングヘッドとなる。
ザクII

ゴッグ

ズゴック

グラブロ

ザクキャノン

ザクデザートタイプ

グフ

ドム

ゲルググ

ビグロ

ドップ戦闘機

ユーコン級潜水艦

ガウ攻撃空母

ガトル

ムサイ

ザンジバル

チベ

## サブタイトル
1. 謎の実験機
2. 悲しき逃亡者
3. 狂気の砂漠
4. 赤狼の咆哮
5. 凍てつく宇宙（そら）
6. 血の万華鏡
7. 運命の闘い
8. 約束の地